# 直江信綱
直江 信綱（なおえ のぶつな）は、戦国時代から安土桃山時代にかけての武将。長尾上杉氏の家臣。越後国山東郡与板城主。

## 生涯
元は総社長尾家の出身で、長尾顕方の九男とも、長尾景秀の次男ともいわれる。上杉家の重臣・直江景綱の娘・船と結婚し、婿養子となって直江与兵衛尉信綱と名乗る。天正5年（1577年）3月5日に養父・景綱が死去すると、直江氏の名跡と奉行職を継ぎ馬廻として上杉謙信に仕えた。天正5年（1577年）9月23日、手取川の戦いに参戦。
天正6年（1578年）の謙信急死後に勃発した御館の乱では上杉景勝方に付いて、景勝と共に春日山城に籠る一方、本拠地の与板城に残る直江氏一族や配下の与板衆を動員して周辺の上杉景虎派の討伐を進めた。この功により、乱後に新当主となった景勝のもとで重用されたが、天正9年（1581年）9月9日、重臣・河田長親の遺領を巡る諍いにより春日山城内で会談中のところを毛利秀広に襲われ、山崎秀仙と共に殺害された。この時、信綱は身を守ろうと脇差を抜いて斬りかかったが、抵抗むなしく逆に返り討ちにあったという。
信綱の死後、妻の船は景勝の命令により景勝腹心の上田衆・樋口兼続と再婚させられ、直江家は兼続を当主として存続することになった。なお、信綱と船の間の子であるかは定かではないが、船が養母（実際に養育した時期があったかも不明）である子（後の清融阿闍梨）がいたが、兼続を婿として迎える頃に何らかの理由で出家させたのではないかといわれている。

## 系譜
- 正室：船（直江景綱の娘）
  - 清融 - 史料上には「直江山城守息」「直江山城守庶子」とあるが、生年（1574年。兼続は当時14歳、兼続の直江家入嗣は1581年）から見て、兼続の実子とは考えにくい。なお、清融は高野山龍光院36世住職である。